# Rue du Bailly
Pour les articles homonymes, voir Rue du Bailly.
La rue du Bailly est une voie de communication de Saint-Denis.

## Situation et accès

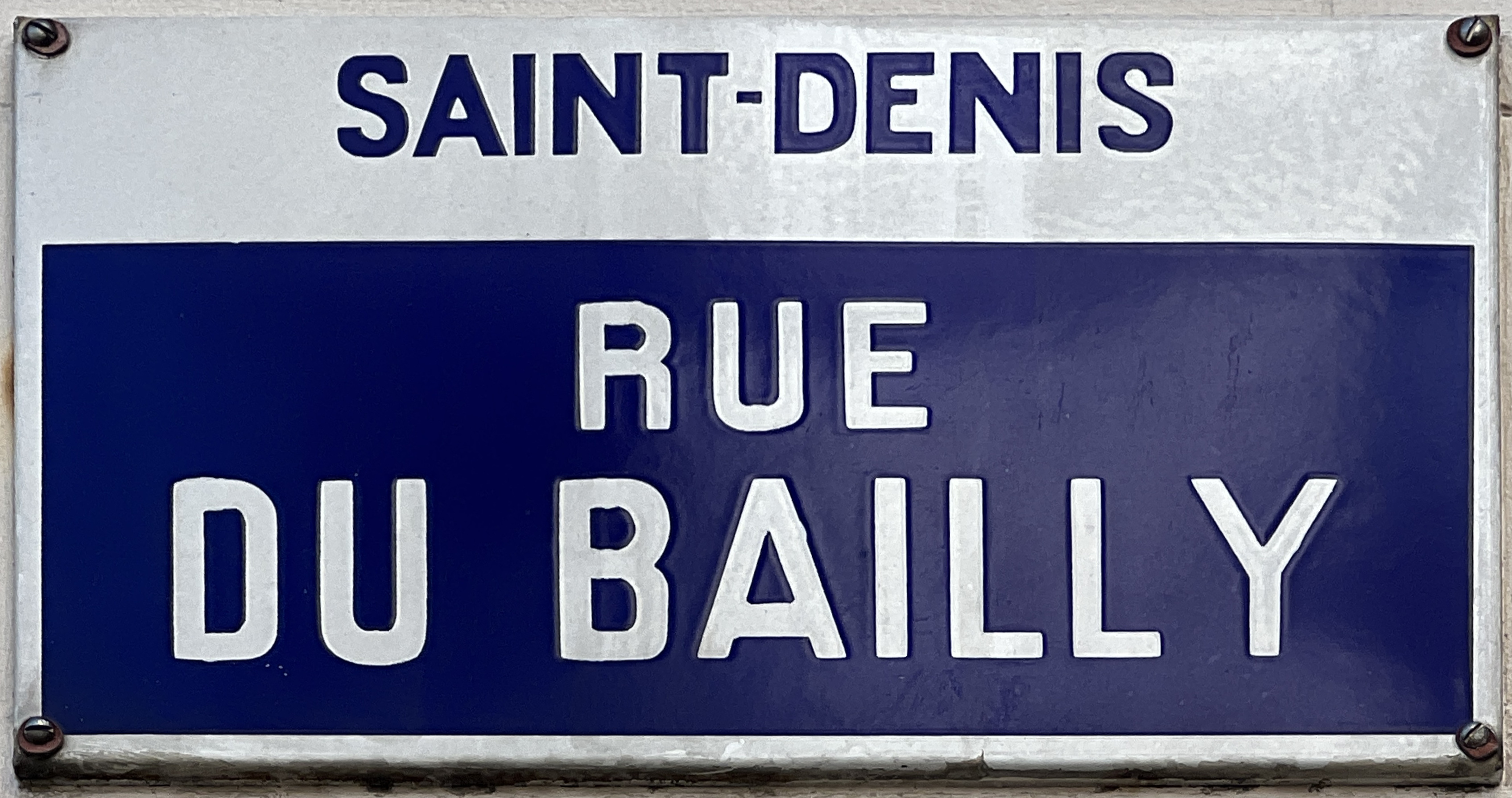
Plaque Rue Bailly, juillet 2022.

Cette voie incurvée sur toute sa longueur, présente la particularité de commencer et terminer sur l'avenue, rectiligne, du Président-Wilson. Au sud, son tracé est prolongé par celui de la rue de la Montjoie.

## Origine du nom
Elle porte le nom de bailli, officier royal, car jusqu'en 1720 cette rue était utilisée pour porter les rois, reines et princes de sang jusqu'à leur dernière demeure, la basilique de Saint-Denis.

## Historique

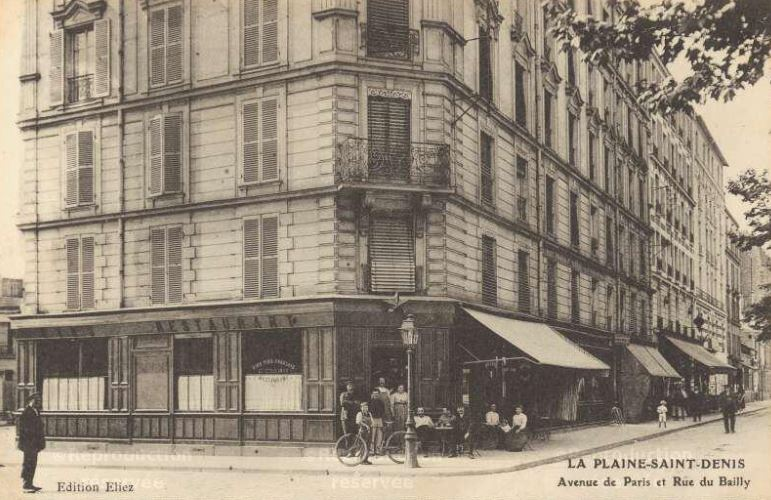
Entrée sud de la rue, vers 1900. L'angle de cet immeuble est toujours occupé par un restaurant.

Cette voie est le vestige de l'ancien chemin qui reliait Paris à Saint-Denis jusqu'en 1720 date de la construction de la Grande rue de Paris à Saint-Denis.

Ce chemin était balisé par 7 montjoies qui avaient été construites aux endroits ou se reposa Philippe III le Hardi qui transporta, le 23 mai 1271, sur ses épaules les cendres de son père de Notre-Dame de Paris à la basilique de Saint-Denis,.
Jusqu'en 1860, cette voie est connue comme le « chemin du Bailly ». Elle prend son nom actuel le 26 août 1862.
Au début du XXe siècle, des grèves fréquentes troublèrent les usines de la Plaine, où étaient embauchés de nombreux travailleurs étrangers, notamment espagnols. En 1905, l'une d'elles fut déclenchée dans une usine de tuyauterie située dans la rue. Elle marqua l'histoire du syndicalisme, car la Bourse du Travail de Saint-Denis donna raison aux ouvriers.

## Bâtiments remarquables et lieux de mémoire

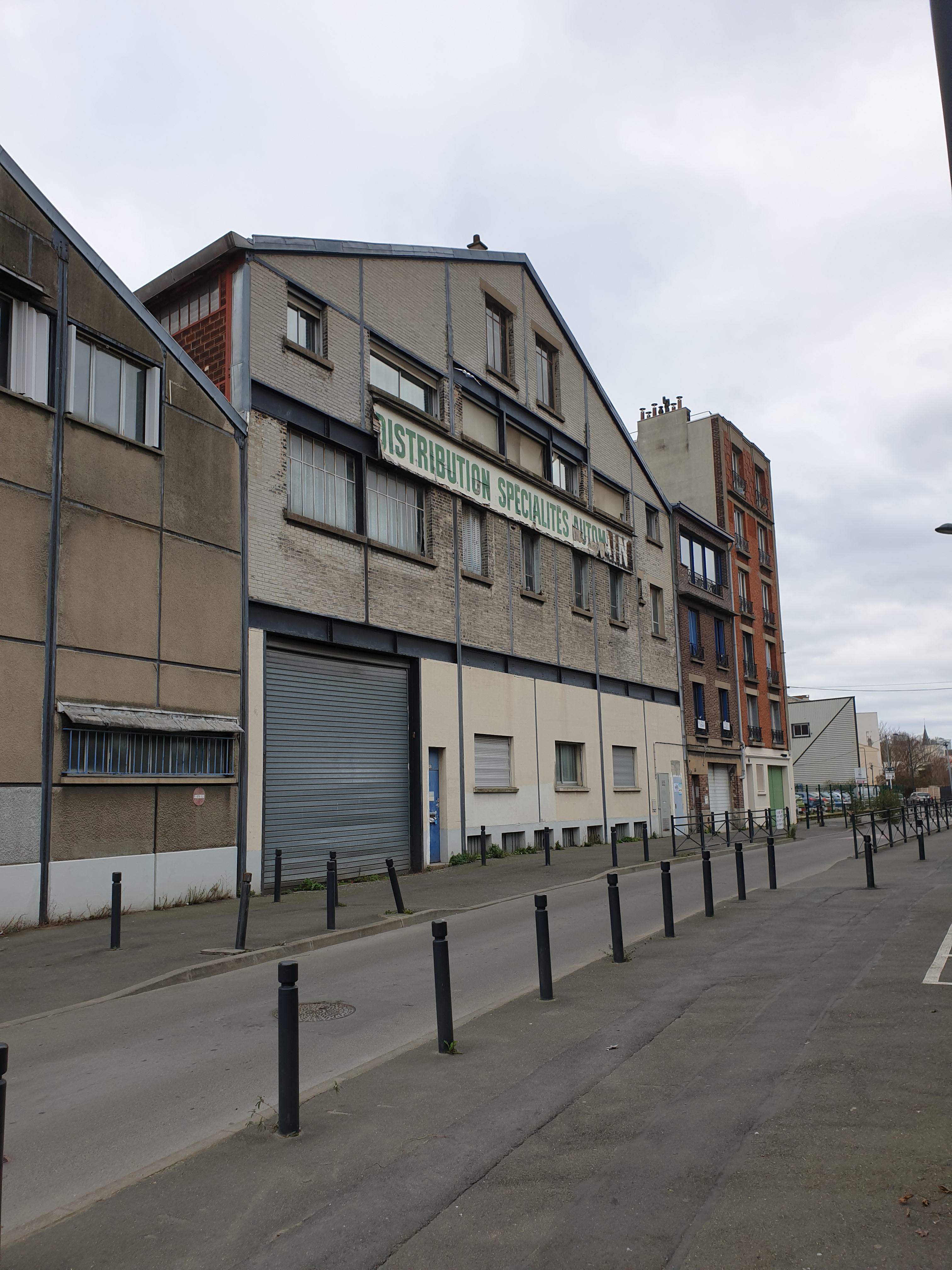
Un ancien entrepôt, en février 2023.

La rue est la localisation approximative de la Croix Faron, Seconde Croix, ou Deuxième Grosse Croix, montjoie, située sur le grand chemin pavé de Saint-Denis à Paris. Une gravure anonyme du milieu du 18e siècle reproduit neuf socles de plan hexagonal.
Au sud de la rue se trouvent les Cathédrales du Rail, derniers vestiges du dépôt de La Plaine, installé à cet endroit en 1874 et presque entièrement détruit lors du bombardement du 21 avril 1944, puis reconstruit.
Au no 17, une plaque commémorative des morts des chemins de fer du Nord lors de la première guerre mondiale, apposée sur la façade du bureau Marchandises de La Plaine.